# Jiří Menzel
Jiří Menzel (Praga, 23 de febrero de 1938 - ibídem, 5 de septiembre de 2020) fue un director de cine checo. Ganó un Óscar a la mejor película extranjera (1966) por Trenes rigurosamente vigilados, basada en una novela homónima del escritor Bohumil Hrabal.

## Biografía
Hijo del conocido escritor y periodista Josef Menzel (1901 - 1975), el joven Jiří pensó inicialmente en seguir los pasos de su padre y estudiar periodismo, pero finalmente ingresó en la Academia de Cine de Praga, de la que fue expulsado. No obstante, gracias a la intervención de uno de sus profesores, pudo continuar sus estudios.
Su ópera prima en el largometraje profesional, Trenes rigurosamente vigilados, supuso una grata sorpresa en el panorama del nuevo cine checo, al lograr el Óscar a la mejor película de habla no inglesa. La película está considerada una de las obras cumbres de la cinematografía europea y se adscribe a la Nueva Ola checa.
Las altas cualidades de Menzel quedaron patentes en su segunda obra, Capricho de verano donde interpretó un papel como actor. A pesar de todo, Alondras en el alambre, su siguiente filme, fue prohibido por el régimen checo. Esta película está basada en un libro de cuentos de Bohumil Hrabal titulado Anuncio de una casa donde ya no quiero vivir. Tras el rodaje se prohibió la proyección de la película y hasta 1974 Menzel no volvió a dirigir.
En los ochenta Menzel rodó otras películas basadas en relatos de su escritor favorito, Bohumil Hrabal, como Tijerazos, La fiesta de las campanillas verdes y Mi dulce pueblecito, que fue nominada al Oscar a la mejor película de habla no inglesa.

## Filmografía
- Umřel nám pan Foerster (El señor Foerster ha muerto) – 1963
- Zločin v dívčí škole (El crimen de la escuela de jovencitas) – 1965
- Perličky na dně (Las perlas del fondo del agua) – 1965
- Ostře sledované vlaky (Trenes rigurosamente vigilados) – 1966 - Oscar a la mejor película de habla no inglesa
- Rozmarné léto (Capricho de verano) – 1968 - gran premio del Festival Internacional de Cine de Karlovy Vary
- Zločin v šantánu – 1968
- Skřivánci na niti (Alondras en el alambre) – 1969 - Oso de Oro (1990) en el Festival Internacional de Cine de Berlín
- Kdo hledá zlaté dno (Quien busca la fuente de oro) – 1974
- Na samotě u lesa (Solitario en la linde del bosque) – 1976
- Báječní muži s klikou (Los afortunados) – 1978
- Postřižiny (Tijeretazos) – 1980
- Slavnosti sněženek (La fiesta de las campanillas verdes) – 1983
- Vesničko má, středisková (Mi dulce pueblecito) – 1985
- Konec starých časů (El fin de los buenos viejos tiempos) – 1989
- Žebrácká opera (La ópera de los cuatro cuartos) – 1990
- Život a neobyčejná dobrodružství vojáka Ivana Čonkina (Vida y aventuras extraordinarias del soldado Ivan Tchonkine) – 1994
- Dalších deset minut II (Los diez próximos minutos II) – 2002
- Obsluhoval jsem anglického krále (Yo serví al rey de Inglaterra) – 2006

## Premios y nominaciones
Premios Óscar
| Año  | Categoría                          | Película                       | Resultado |
| ---- | ---------------------------------- | ------------------------------ | --------- |
| 1968 | Mejor película de habla no inglesa | Trenes rigurosamente vigilados | Ganador   |
| 1987 | Mejor película de habla no inglesa | Mi dulce pueblecito            | Nominado  |

Festival Internacional de Cine de Venecia
| Año  | Categoría                                         | Película                                            | Resultado |
| ---- | ------------------------------------------------- | --------------------------------------------------- | --------- |
| 1994 | Medalla de oro del Presidente del Senado italiano | Vida e insólitas aventuras del soldado Iván Chomkin | Ganador   |